# Robert Sturges
Sir Robert Grice Sturges KBE, CB, DSO (14 de julio de 1891 - 12 de septiembre de 1970) fue un alto oficial del cuerpo de Royal Marines, que participó tanto en la Primera Guerra Mundial como en la Segunda Guerra Mundial.

## Carrera militar
Sturges ingresó a la Royal Navy en 1908. Fue ordenado subteniente el 15 de mayo de 1912,y se transfirió a los Royal Marines como teniente desde la misma fecha (confirmado el 19 de diciembre de 1914). Sirvió en la Primera Guerra Mundial, participando en la campaña de Gallipoli y en la Batalla de Jutlandia, y recibió el ascenso a capitán el 30 de enero de 1917. Fue transferido oficialmente a la Infantería Ligera de la Marina Real el 30 de enero de 1917.
Durante el periodo de entreguerras, fue ascendido a comandante el 17 de junio de 1929 y a teniente coronel el 1 de abril de 1936. Fue ascendido a coronel el 3 de abril de 1939.
Durante la Segunda Guerra Mundial fue el comandante de la ocupación británica de Islandia en mayo de 1940. Fue ascendido a coronel comandante en funciones y brigadier temporal el 4 de junio, y fue mencionado en despachos en julio. Fue comandante de la ocupación británica de Madagascar en 1942. Luego pasó a ser Comandante del Grupo de Servicios Especiales (Comandos) en 1943. Fue descrito como "intrépido en acción, de rostro rubicundo y enérgicamente bucólico en el lenguaje". Se retiró en 1946.